# Amphioplus ctenacantha
Amphioplus ctenacantha är en ormstjärneart som beskrevs av Baker 1977. Amphioplus ctenacantha ingår i släktet Amphioplus och familjen trådormstjärnor. Inga underarter finns listade i Catalogue of Life.